# North Freedom (Wisconsin)
North Freedom es una villa ubicada en el condado de Sauk en el estado estadounidense de Wisconsin. En el Censo de 2010 tenía una población de 701 habitantes y una densidad poblacional de 308,97 personas por km².

## Geografía
North Freedom se encuentra ubicada en las coordenadas 43°27′29″N 89°51′14″O / 43.45806, -89.85389. Según la Oficina del Censo de los Estados Unidos, North Freedom tiene una superficie total de 2.27 km², de la cual 2.11 km² corresponden a tierra firme y (7.08%) 0.16 km² es agua.

## Demografía
Según el censo de 2010, había 701 personas residiendo en North Freedom. La densidad de población era de 308,97 hab./km². De los 701 habitantes, North Freedom estaba compuesto por el 97.15% blancos, el 0.14% eran afroamericanos, el 0.29% eran amerindios, el 0.43% eran asiáticos, el 0% eran isleños del Pacífico, el 0.86% eran de otras razas y el 1.14% pertenecían a dos o más razas. Del total de la población el 2.57% eran hispanos o latinos de cualquier raza.